# Sauhøi
De Sauhøi is een berg behorende bij de gemeente Lom in de provincie Oppland in Noorwegen. De berg, gelegen in Nationaal park Jotunheimen, heeft een hoogte van 1773 meter.
De Sauhøi is onderdeel van het gebergte Jotunheimen.